# 蓟城
蓟或蓟城是位于今北京城区西南的古代城市，是辽南京和金中都的前身。
蓟城被视为现代北京城区有城市居民持续居住历史最久的部分，涵盖了北京不作为中央政权首都的绝大部分历史，前后跨越接近两千年。最早在公元前1045年周朝建立时就在史书上提及，《史记》中记载：“（封）帝尧之后于蓟”。
现代考古认为蓟位于北京西南广安门一带，此地的考古发现表明蓟可追溯至春秋时期。蓟城在公元前221年秦统一六国前为蓟国和燕国的都城。汉朝、三国、西晋、十六国、北朝、隋朝期间，为幽州治所所在。自从唐朝在今天津设立了蓟州后，蓟城仍同时作为蓟城和幽州城，位于今天津蓟州的蓟州州城则通称渔阳县城。石敬瑭割予契丹的燕云十六州后，幽州作为辽的南京仍既为幽都府城，又为蓟县城兼幽都县城（同城而治）。
辽会同元年（938年）后，蓟城不再是北京的正式名称，蓟作为地名逐渐向专指天津蓟州演变。明代，随着州成为可带有不属于任何县的直辖区域的准基层行政区，渔阳县被裁撤，“蓟州城”成为今渔阳镇的唯一正式名称，标志着“蓟”作为地名自北京蓟城向今天津蓟州的转变已基本完成。